# 和歌山県道34号白浜温泉線
和歌山県道34号白浜温泉線（わかやまけんどう34ごう しらはまおんせんせん）は、和歌山県西牟婁郡白浜町を通る県道（主要地方道）である。新線は、白浜空港フラワーライン線と呼ばれる地域高規格道路であり、平面交差があるもののほぼ全線にわたって自転車、歩行者、小型特殊自動車の通行が禁止されている。

## 概要
白浜町白浜から海沿いを通り、白浜町鴨居からは西へ向かい、富田橋で国道42号に合流する。
当地は景勝地と温泉を備えた近畿有数の観光地であるため、一年を通じて観光客や観光バスの往来がある。特にゴールデンウィークに海開きをする白良浜は、例年のように観光客が押し寄せるため、5月から9月の間・とりわけ8月は、白良浜周辺の道路（白浜ロータリー交差点 - 湯崎バス停付近）は大変混雑する。ただし、2015年7月12日の紀勢自動車道・南紀白浜インターチェンジの開通、さらに2015年9月18日の白浜空港フラワーライン線（都市計画道路、当道路の新線）の開通により、以前に比べると渋滞は大幅に緩和された。

### 路線データ
- 陸上距離：36.1 km　（実延長：16.256km）
- 起点：西牟婁郡白浜町白浜
- 終点：西牟婁郡白浜町十九渕

## 歴史
- 1993年（平成5年）5月11日 - 建設省から、県道白浜紀伊富田停車場線の一部・県道白浜停車場線の一部が白浜温泉線として主要地方道に指定される[2]。
- 2015年（平成27年）7月12日 - 南紀白浜インターチェンジが開通、接続路線となる。[3]
- 2015年（平成27年）9月18日 - 白浜空港フラワーライン線（白浜空港～町道櫛ヶ峰権現谷、才野ランプ～栄岩崎線）が開通。[1]
- 2018年（平成30年）7月8日 - フラワーライン線（才野ランプ～白浜空港東交差点）が開通。[4]

## 路線状況

### 別名・通称
- 南白浜道路（白浜町梶原 - ）

### 重複区間
- 和歌山県道212号栄岩崎線（西牟婁郡白浜町栄 地内）

### トンネル
- 湯崎隧道（白浜町湯崎）- 30m
- 鴨居隧道（白浜町才野）- 48ｍ
- 第二鴨居トンネル（白浜町才野）- 499m
- 権現平トンネル（白浜町才野）- 384m

## 地理

### 通過する自治体
- 西牟婁郡
  - 白浜町

### 交差する道路

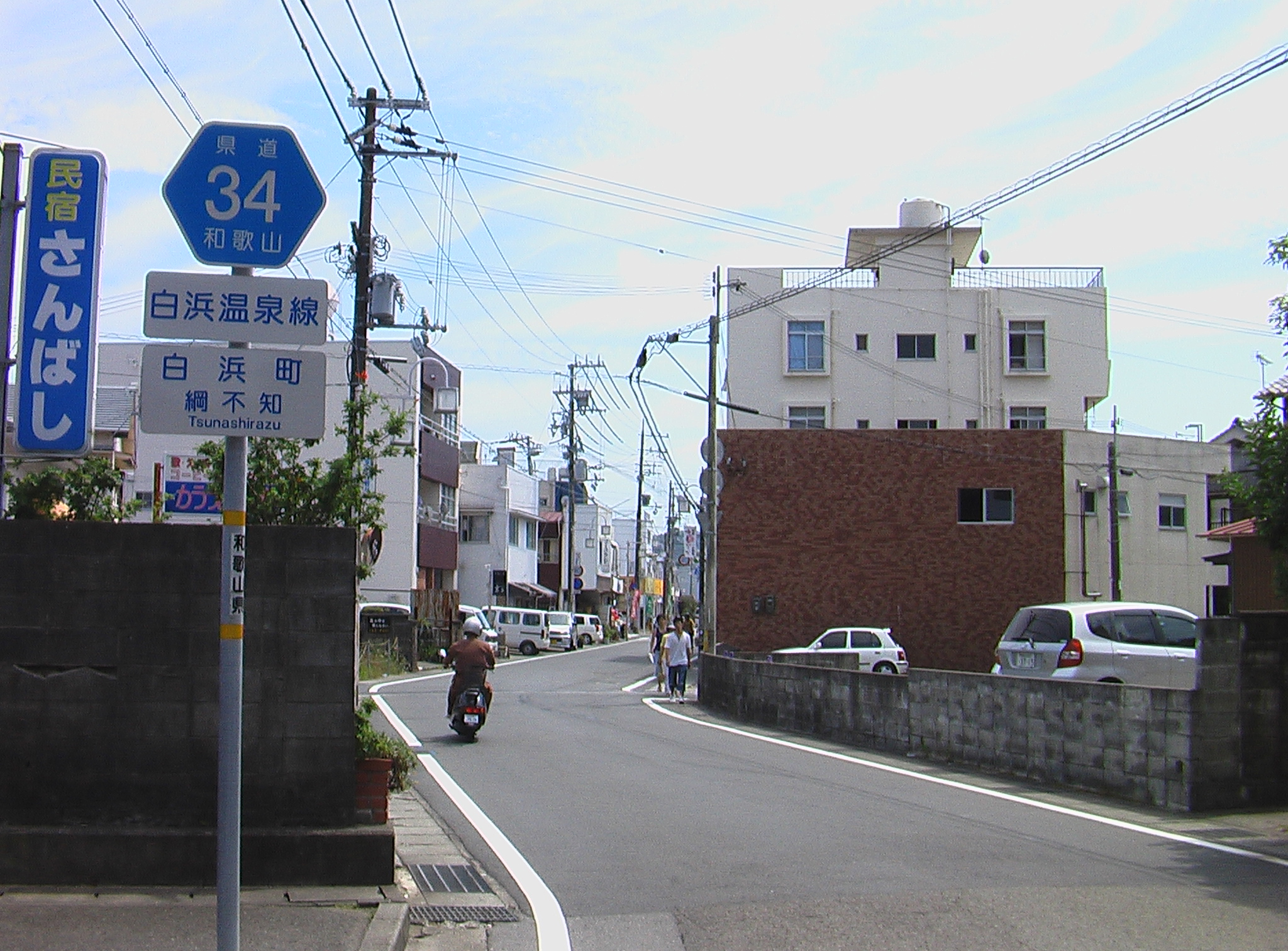
和歌山県道34号白浜温泉線

- 和歌山県道31号田辺白浜線（起点・桟橋交差点）
- 和歌山県道31号田辺白浜線（西牟婁郡白浜町白浜）
- 和歌山県道34号白浜温泉線 新線（西牟婁郡白浜町才野・権現谷東交差点）
- 和歌山県道214号白浜停車場線（西牟婁郡白浜町才野・才野交差点）
- 和歌山県道212号栄岩崎線（西牟婁郡白浜町栄・富田駅前南交差点）
- 和歌山県道212号栄岩崎線（西牟婁郡白浜町栄）
- 国道42号（富田橋交差点・終点）

新線
- 和歌山県道33号南紀白浜空港線（西牟婁郡白浜町・空港北交差点）
- 和歌山県道34号白浜温泉線（西牟婁郡白浜町才野・権現谷東交差点）
- 和歌山県道212号栄岩崎線（西牟婁郡白浜町才野・才野ランプ）
- 和歌山県道212号栄岩崎線（西牟婁郡白浜町中・白浜インター西交差点）
- 紀勢自動車道 南紀白浜インターチェンジ・国道42号（終点・白浜IC入口交差点）